# Medicine Lake
Der Medicine Lake ist ein See im Jasper-Nationalpark in der kanadischen Provinz Alberta.

## Lage
Der See befindet sich 20 km südöstlich der Stadt Jasper. Er liegt auf einer Höhe von 1436 m, ist sieben Kilometer lang und liegt in der Maligne-Valley-Wasserscheide.
Der See ist Teil des Maligne River, der zwischen Maligne Lake und Athabasca River am Ende des Medicine Lake natürlich aufgestaut wird und in einem der größten unterirdischen Flusssysteme der Erde abfließt. In den 1970er Jahren verwendeten die Forscher einen biologisch abbaubaren Farbstoff, um die Ausdehnung des unterirdischen Abflusses zu bestimmen. Der Farbstoff trat an vielen Stellen der Region wieder auf. Dadurch stellte sich heraus, dass das unterirdische System eines der umfangreichsten der Welt war.
Der Wasserstand des hauptsächlich von Gletschern gespeisten Sees schwankt im Jahreszeitenzyklus deutlich. Im Sommer, wenn der Schmelzwasserzufluss die mögliche Abflussmenge übersteigt, erreicht er seine höchsten Pegelstände.
Der See gehört neben dem Maligne Lake, dem Pyramid Lake und dem Patricia Lake zu den touristisch interessanten Orten der Region.

## Name
Der Name geht auf amerikanische Ureinwohner zurück, die dem See heilende oder spirituelle Eigenschaften zuschrieben. Auf Cree heißt der See muskiki oder nipagwasinow sipi, auf Stoney to-go-wap-ta.